# 特格达村委员会
特格达村委员会（俄语：Тыгдинский сельсовет）是俄罗斯联邦阿穆尔州马格达加奇区所属的一个村委员会。其下辖有2个居民点，行政中心为特格达。据2016年统计，该村委员会的人口为3000人。